# Jorge de Bustamante

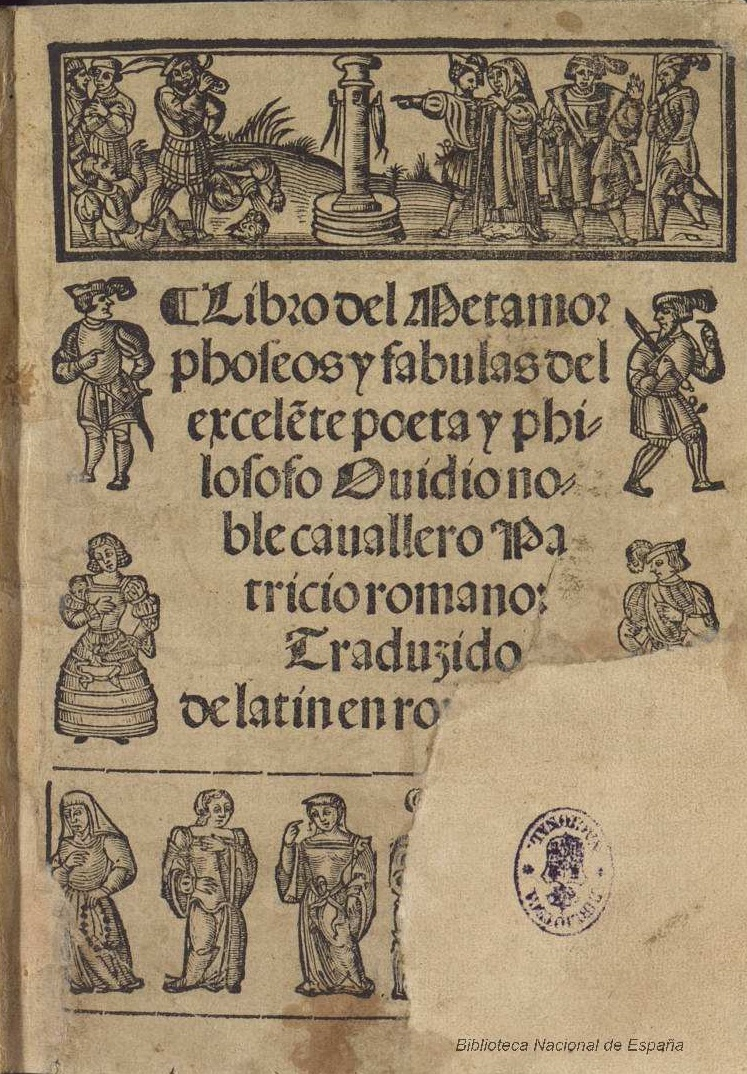
Portada del Libro del Metamorphoseos y fabulas del excelēte poeta y philosofo Ouidio noule cauallero Patricio romano ; traduzido de latín en romançe, s.l./s.n. [1542]. Biblioteca Nacional de España.

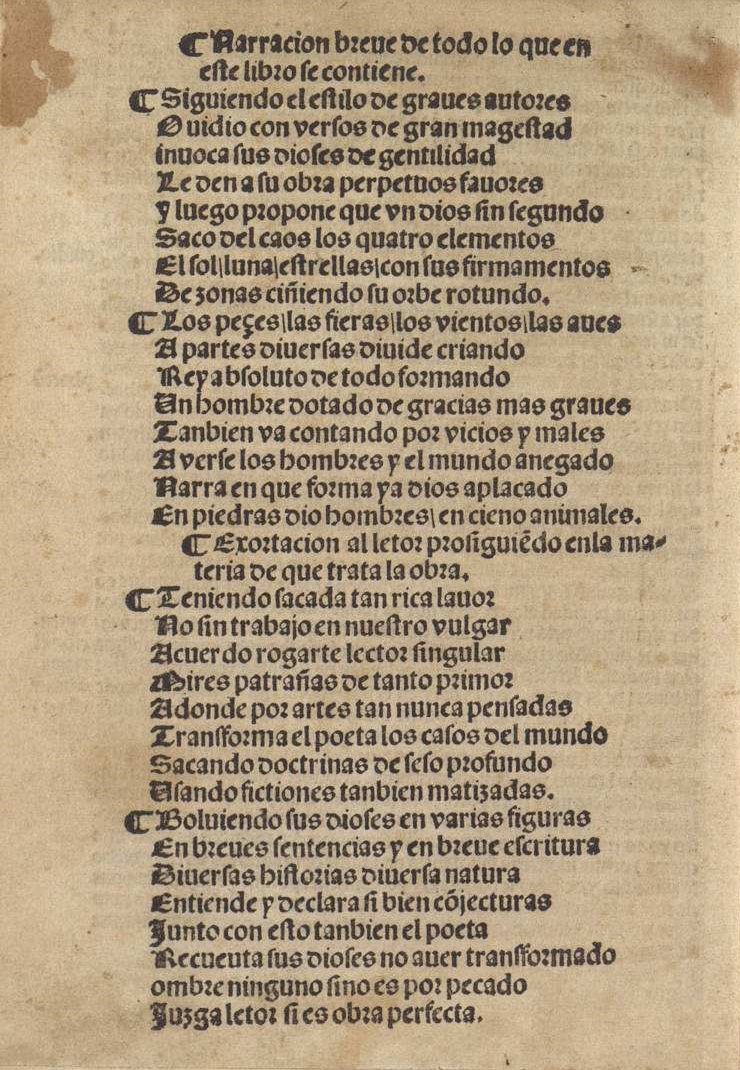
Libro del Metamorphoseos. Folio 6v.: «Narración breve de todo lo que en este libro se contiene». Acróstico. Tomando la primera letra de cada verso, empezando desde el final y excluidos los dos títulos se lee «Jorje de Bustamante natural de Sylios».

Jorge de Bustamante, natural de Silio (Cantabria), fue el autor de la primera traducción al castellano de Las metamorfosis de Ovidio.
En 1540 publicó en Alcalá de Henares en la imprenta de Juan de Brocar la traducción de la historia de Trogo Pompeyo recogida por Justino con el título: Justino, claríssimo abreviador de la historia general del famosso y excellente historiador Trogo Pompeyo: en la cual se contienen todas las cosas notables y más dignas de memoria, que hasta sus tiempos han sucedido en todo el mundo, y agora nuevamente traduzido en Castellano, y dirigido al Illustrissimo Sr. D. Pedro Hernandez de Velasco, Condestable de Castilla, &. En Alcalá, en casa de Juan Brocar, año de M.D.XL. De la dedicatoria al condestable de Castilla deduce Menéndez Pelayo que su autor, cuyo nombre y naturaleza desvelan unos versos acrósticos al frente de la edición, estudió en la universidad de Alcalá donde realizó su traducción por encargo del librero Juan de Medina.
También recurrió a los versos acrósticos en la «Narración breve de todo lo que en este libro se contiene», a la vuelta del folio 6, para darse a conocer como autor de la primera traducción al castellano de Las metamorfosis ovidianas. Traducción muy libre en prosa y por momentos compendiada de la que existe una primera edición, muy rara, sin datos de edición, fechada por Palau en 1542: Libro del Metamorphoseos y fabulas del excelēte poeta y philosofo Ouidio noule cauallero Patricio romano ; traduzido de latín en romançe.
Ambas traducciones tuvieron mucho éxito a juzgar por el elevado número de ediciones que se hicieron de ellas, aunque, tras la primera de Alcalá, todas las posteriores ediciones de la historia de Justino, incluida en el Índice de libros prohibidos y expurgados de Fernando de Valdés, se hiciesen en Amberes. Una segunda edición de Las metamorfosis, con la indicación «Agora nueuamēnte corregido y añadido en̄sta segūda impression», lleva la fecha de 1546, y según José María de Cossío se hicieron al menos otras ocho antes de terminar el siglo xvi y tres más en el xvii. La edición de Amberes de 1595 es, además, tras la de Sánchez de Viana de 1589 que solo lleva una ilustración al frente de cada libro, la segunda de las ediciones en castellano de Las metamorfosis ilustrada con estampas y la que lo hace con mayor abundancia al incluir las 175 xilografías de Virgil Solis empleadas en las ediciones de la obra de Ovidio hechas en Fráncfort a partir de 1563.
Su editor, Pedro Bellero, en la dedicatoria al secretario Esteban de Ibarra, justificaba esta nueva edición profusamente ilustrada y significativamente titulada Las Transformaciones de Ovidio en lengua española, repartidas en quince libros, con las Allegorías al fin dellos, y sus figuras para provecho de los Artífices, «por ser Poesía y Pintura virtudes hermanas, que traen consigo utilidad, deleyte y alivio a los hombres de ingenio». Según Diego Angulo, en el estudio que dedicó a Las hilanderas, en el que por primera vez identificaba su tema con la fábula de Aracne, una de estas ediciones de la traducción de Bustamante pudiera ser el libro de los «Metamorfosios en Romançe» inventariado entre los bienes conservados por Velázquez a su muerte junto con la traducción al italiano de Ludovico Dolce.